# ده سلطان (آرادان)
ده سلطان، روستایی از توابع بخش مرکزی شهرستان آرادان در استان سمنان ایران است.

## جمعیت
این روستا در دهستان حسین‌آباد کردها قرار دارد و براساس سرشماری مرکز آمار ایران در سال ۱۳۸۵، جمعیت آن ۳۳۳ نفر (۱۰۱خانوار) بوده‌است.